# Новоазовский район
Новоазо́вский район (укр. Новоазовський район) — де-юре упразднённое административно-территориальное образование на юге Донецкой области Украины, на побережье Азовского моря, население — 27189 чел., площадь — 818,612 км². Расстояние до Донецка: 116 км. 
Территория района находится под российской оккупацией. 
Центр — город Новоазовск.

## История
До 15 марта 1920 года район входил в состав Области Войска Донского (Ново-Николаевский юрт Таганрогского округа).
5 мая 1958 года Указом Президиума Верховного Совета УССР Будённовский район был переименован в Новоазовский район.
21 января 1959 года к Новоазовскому району была присоединена часть территории упразднённого Приморского района.
11 декабря 2014 года в связи с разрывом административных связей в районе на фоне проведения АТО Постановлением Верховной Рады от 11 декабря 2014 № 32-VIII «Об изменениях в административно-территориальном устройстве Донецкой области, изменении и установлении границ Волновахского, Новоазовского и Тельмановского районов Донецкой области» из состава Новоазовского района в состав Волновахского района Донецкой области выведено 5 сельсоветов общей площадью 17405,7 га:
- Виноградненский сельский совет (площадь — 2282,7 га), в том числе сёла Виноградное, Пионерское, Приморское;
- Коминтерновский сельский совет (площадь — 4348,2 га), в том числе сёла Коминтерново, Водяное, Заиченко;
- Лебединский сельский совет (площадь — 4928,3 га), в том числе сёла Лебединское, Сопино, посёлок Калиновка;
- Павлопольский сельский совет (площадь — 4928,7 га), в том числе сёла Павлополь, Пищевик, Черненко;
- Широкинский сельский совет (площадь — 917,8 га), в том числе сёла Широкино, Бердянское.

17 июля 2020 года решением Верховной Рады Украины Новоазовский район номинально ликвидирован, его территория в качестве номинально созданной Новоазовской городской общины включена в состав также номинально образованного Кальмиусского района. Фактически территория находится под контролем самопровозглашённой Донецкой Народной Республики, в которой Новоазовский район имеет границы до введения в действие вышеуказанного постановления 2014 года.

## Население
Численность населения — 27189 чел., городское население: 13856 человек. Сельское население: 13333 человек.
Данные переписи населения 2001 года
| N | Национальность | Количество | Уд. вес (%) |
| - | -------------- | ---------- | ----------- |
| 1 | Украинцы       | 26123      | 67,15       |
| 2 | Русские        | 11494      | 29,55       |
| 3 | Греки          | 389        | 1,00        |
| 4 | Белорусы       | 208        | 0,53        |
| 5 | Немцы          | 182        | 0,47        |
|   | Всего          | 38902      | 100,00      |

## Населённые пункты
В составе 1 город (райцентр), 1 пгт (Седово), 8 сельсоветов, 38 сельских населённых пункта.
- 1 горсовет
  - Новоазовский городской совет: город Новоазовск, сёла Гусельщиково, Козловка, Самсоново.
- 1 поссовет
  - Седовский поселковый совет: пгт Седово, посёлок Обрыв.
- 8 сельсоветов
  - Безыменский сельский совет: сёла Безыменное, Веденское, Качкарское, Митьково-Качкары, Роза.
  - Казацкий сельский совет: сёла Казацкое, Порохня, Шевченко.
  - Красноармейский сельский совет: сёла Красноармейское, Куликово, Октябрь.
  - Приморский сельский совет: сёла Приморское, Набережное, Первомайское, Сосновское, Украинское.
  - Розовский сельский совет: сёла Розы Люксембург, Весёлое, Кузнецы, Маркино, Патриотическое, Холодное.
  - Самойловский сельский совет: сёла Самойлово, Ванюшкино, Клинкино, Ковское, Щербак.
  - Саханский сельский совет: сёла Саханка, Дзержинское, Ленинское.
  - Хомутовский сельский совет: сёла Хомутово, Бессарабка, Витава, Седово-Васильевка.

- Город Новоазовск. Районный центр. Население города — 12723 чел., с населёнными пунктами Новоазовского городского совета — 13851 чел. Бывшие: колхоз «Россия», рыболовецкий колхоз «Украина», плодоводческий совхоз «Новоазовский», Государственный племенной завод имени Розы Люксембург, Новоазовская птицефабрика. Ныне — агроцех № 1 ДП «Ильич-Агро Донбасс», рыбцех № 2 ДП «Ильич-Рыбак», ООО «Агрофирма „Россия-Нова“», ОАО «Племзавод Розовский», ЧАО «Новоазовская птицефабрика».
- Пгт Седово (с 1750 до 1940 — Кривая Коса) — 2768 чел., с населёнными пунктами Седовского поселкового совета — 3217 чел. Бывший рыболовецкий колхоз «Заветы Ильича». Ныне — рыбцех № 3 ДП «Ильич-Рыбак», Седовское ХПП.
- Село Безыменное (с 1820) — 2638 чел., с населёнными пунктами Безыменского сельского совета — 3438 чел. Бывший колхоз «Дружба народов». Ныне — агроцех № 5 ДП «Ильич-Агро Донбасс».
- Село Казацкое — 978 чел., с населёнными пунктами Казацкого сельского совета — 1272 чел. Бывший колхоз «Победа». Ныне — агроцех № 6 ДП «Ильич-Агро Донбасс».
- Село Красноармейское (с 1817) — 1235 чел., с населёнными пунктами Красноармейского сельского совета — 1591 чел. Бывший колхоз «Заря Коммунизма». Ныне — агроцех № 6 ДП «Ильич-Агро Донбасс».
- Село Приморское — 1407 чел., с населёнными пунктами Приморского сельского совета — 1898 чел. Бывший совхоз «Приморский». Ныне — агроцех № 6 ДП «Ильич-Агро Донбасс».
- Село Розы Люксембург — 911 чел., с населёнными пунктами Розовского сельского совета — 1981 чел. Бывшие: Государственный племенной завод имени Розы Люксембург, Новоазовская птицефабрика. Ныне — ОАО «Племзавод Розовский», агроцех № 6 ДП «Ильич-Агро Донбасс», ООО "Агрофирма «Юг», ЧАО «Новоазовская птицефабрика».
- Село Самойлово — 573 чел., с населёнными пунктами Самойловского сельского совета — 1131 чел. Бывший колхоз «Маяк». Ныне — агроцех № 6 ДП «Ильич-Агро Донбасс».
- Село Саханка — 1093 чел., с населёнными пунктами Саханского сельского совета — 1438 чел. Бывший совхоз «Саханка». Ныне — агроцех № 5 ДП «Ильич-Агро Донбасс».
- Село Хомутово (с 1820) — 749 чел, с населёнными пунктами Хомутовского сельского совета — 1253 чел. Бывший колхоз имени Ленина. Ныне — агроцех № 6 ДП «Ильич-Агро Донбасс».

## Промышленность
Агроцеха ДП «Ильич-Агро Донбасс», 4 агрофирмы, ДП «Ильич-Рыбак» ПАО «ММК им. Ильича», 5 промышленных организаций, 4 стройорганизации. Племенное овцеводческое хозяйство ОАО «Племзавод Розовский» (город Новоазовск). Новоазовская ветряная электростанция.

## Культура
Музей полярного исследователя, гидрографа Георгия Седова (пгт Седово).

## Природа
- Отделение Украинского степного природного заповедника «Хомутовская степь» (площадь — 10,28 км², охраняются целинные разнотравно-ковыльные, типчаково-ковыльные, луговые степи. Флора насчитывает 604 вида сосудистых растений, 59 — мохообразных, 65 — водорослей, 46 — лишайников, 283 — микобиотов, грибов. В Красную книгу Украины занесено 26 видов флоры. Насчитывается 38 видов млекопитающих, 190 — птиц, 7 — пресмыкающихся, 5 — земноводных).
- Региональный ландшафтный парк «Меотида» (часть, общая площадь — 130,17 км², охраняются типовые и уникальные растительные группировки прибрежной полосы Азовского моря. Флора насчитывает 640 видов, в том числе более 40 эндемических. В Красную книгу занесено 15 видов флоры).
- Общегосударственные орнитологические заказники «Бакаи Кривой косы» и «Еланчанские бакаи».

Охраняемые природные территории:
- Хомутовская степь
- Меотида
- Кривокосский лиман
- Кривая коса
- Пещера

См. также:
- Приазовье